# Liste de lieux et monuments de Conakry
Cet article liste des lieux et monuments de Conakry en Guinée.

## Architecture

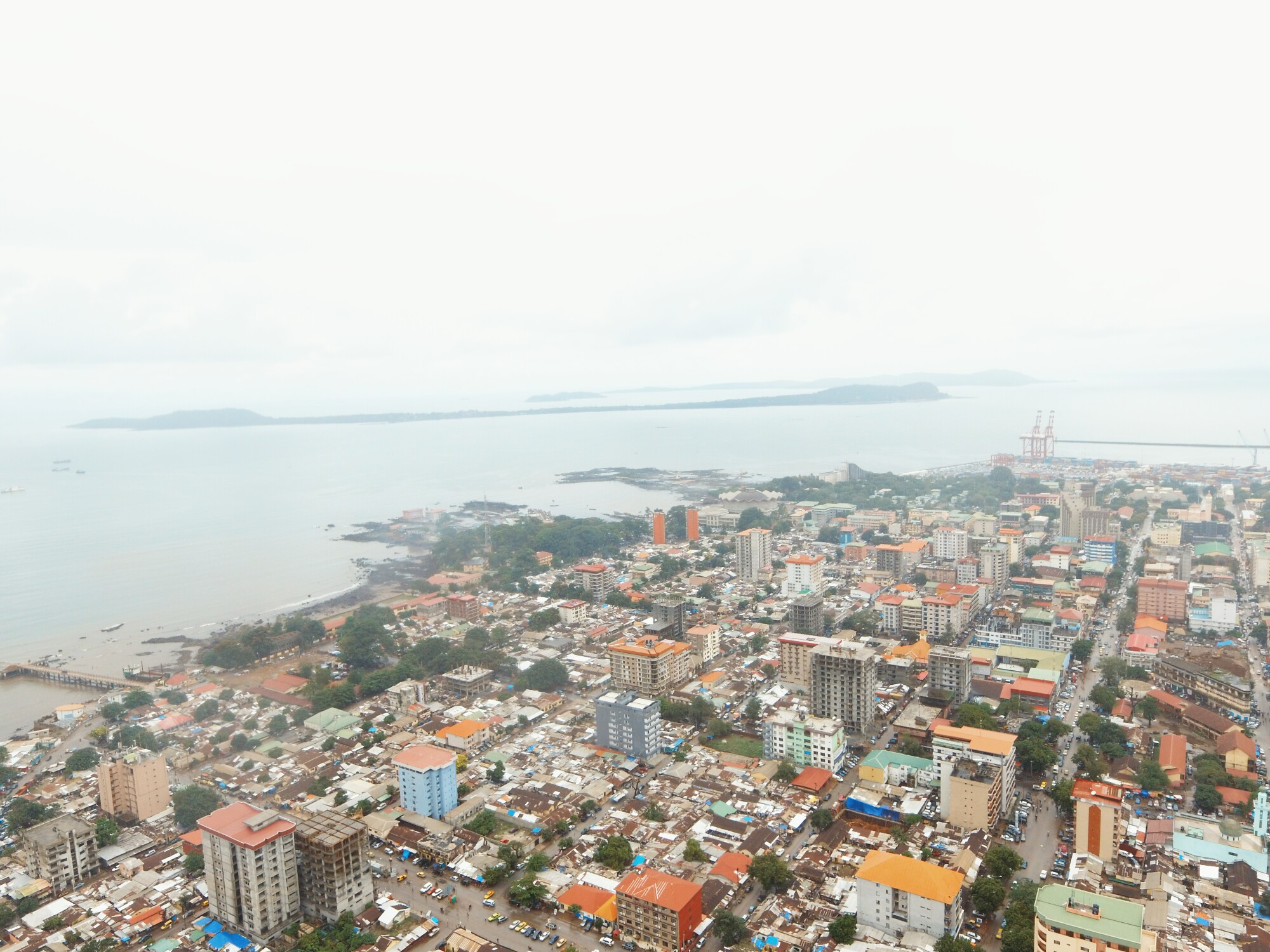
Vue aérienne de Conakry

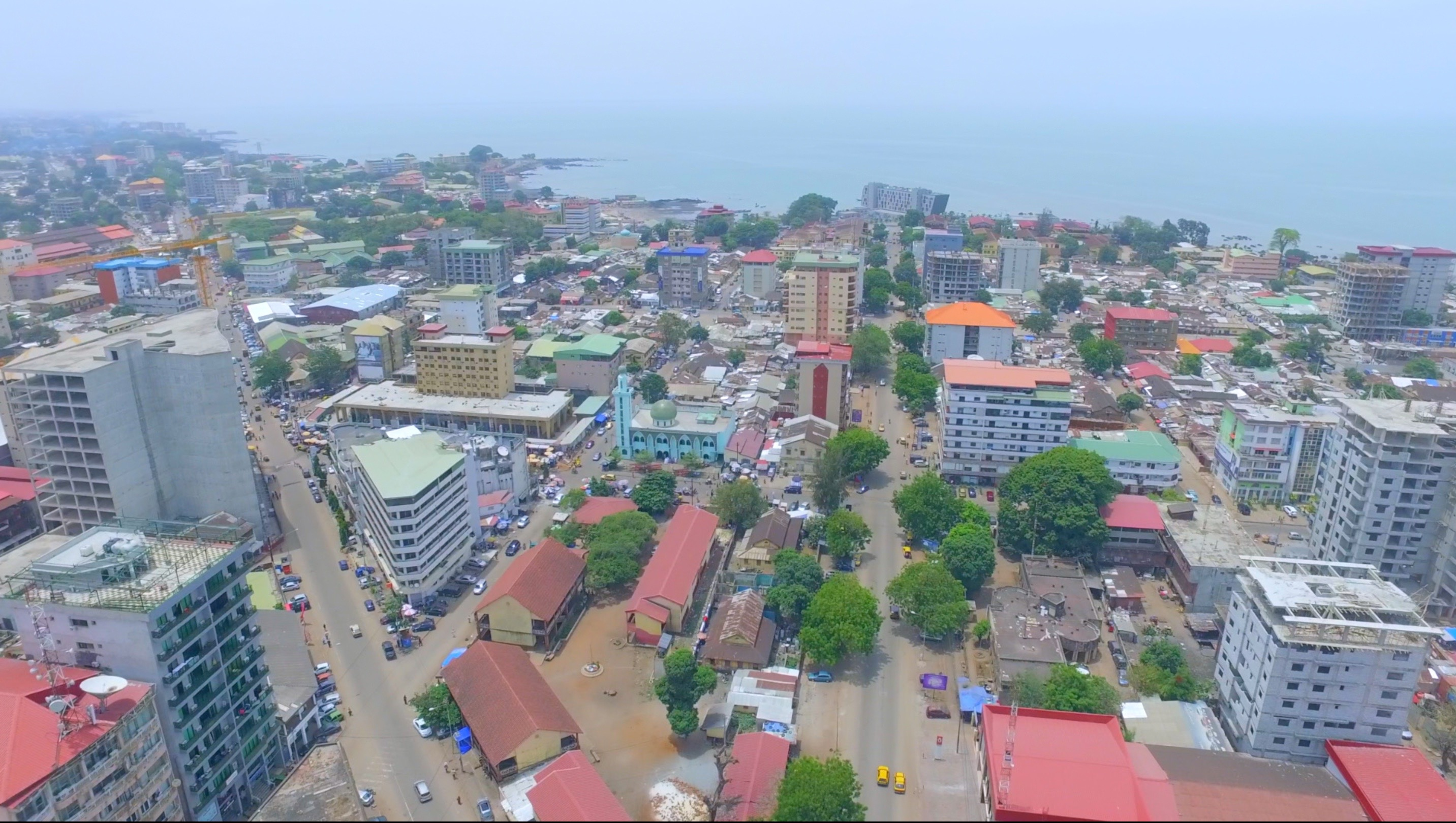
Vue aérienne de Conakry

### Logements
- Palais Sékhoutouréya
- Grand Hôtel de l'Indépendance
- Hôtel Palm Camayenne
- Hôtel Sheraton Grand Conakry
- Noom Hôtel Conakry
- Onomo Hôtel Conakry

### Religion
- Cathédrale Sainte-Marie de Conakry
- Mosquée Fayçal
- Mosquée turque de Koloma
- Mosquée Yattaraya
- Mosquée Koweït
- Église Catholique St Robert de Coloma
- Paroisse Saint Joseph Ouvrier de Kaloum
- Église Protestante Évangélique de Gbessia
- Église Protestante Évangélique de Coléah

### Santé
- CMC Flamboyant
- CMC Ratoma
- CMC Matam
- Clinique Ambroise-Paré
- Hôpital de l'amitié sino-guinéenne
- Hôpital Ignace-Deen
- Hôpital national Donka

### Commerce
- Marché de Kobaya
- Marché Madina
- Grand marché de Conakry
- Marché du Niger
- Commandaya

### Sport
- Stade du 28-Septembre
- Stade municipal de Coléah
- Stade Général Lansana Conté
- Stade de la Mission
- Stade Petit Sory
- Blue Zone de Kaloum
- Blue Zone de Dixinn
- Blue Zone de Yattayah
- Blue Zone de Sonfonia

### Bâtiments officiels
- Palais du Peuple (Conakry)
- Primature de la république de Guinée
- Palais Mohammed V
- Maison centrale de Conakry
- Ambassade de Cuba en Guinée
- Ambassade de France en Guinée
- Ambassade de Libye en Guinée
- Ambassade de Turquie en Guinée
- Ambassade du Japon en Guinée
- Ambassade du Mali en Guinée
- Ambassade du Sri Lanka en Guinée
- Banque centrale de la république de Guinée

### Autres
- Mausolée Camayenne
- Camp Alpha Yaya Diallo
- Camp Boiro
- Camp Samory Touré

## Transport

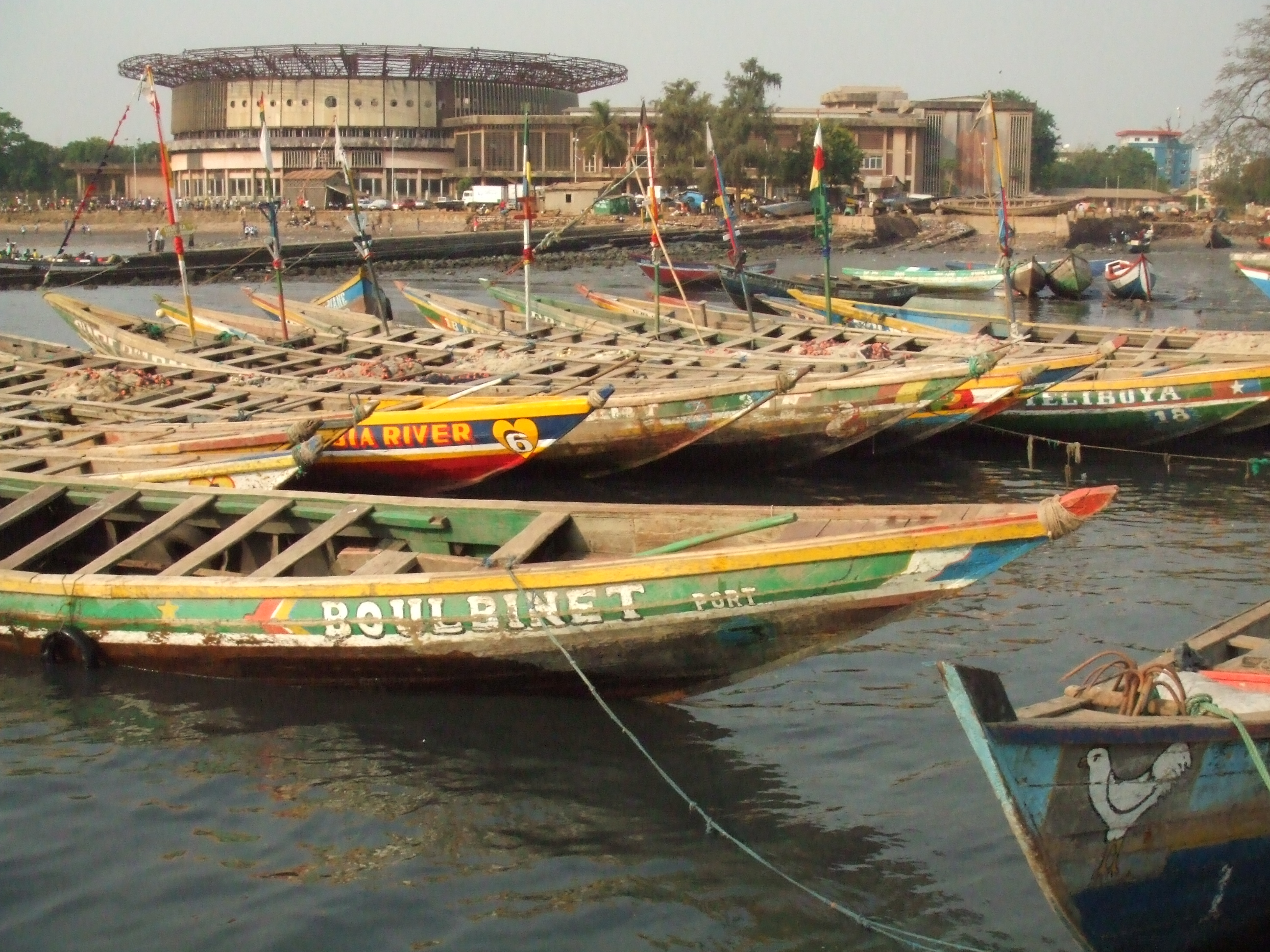

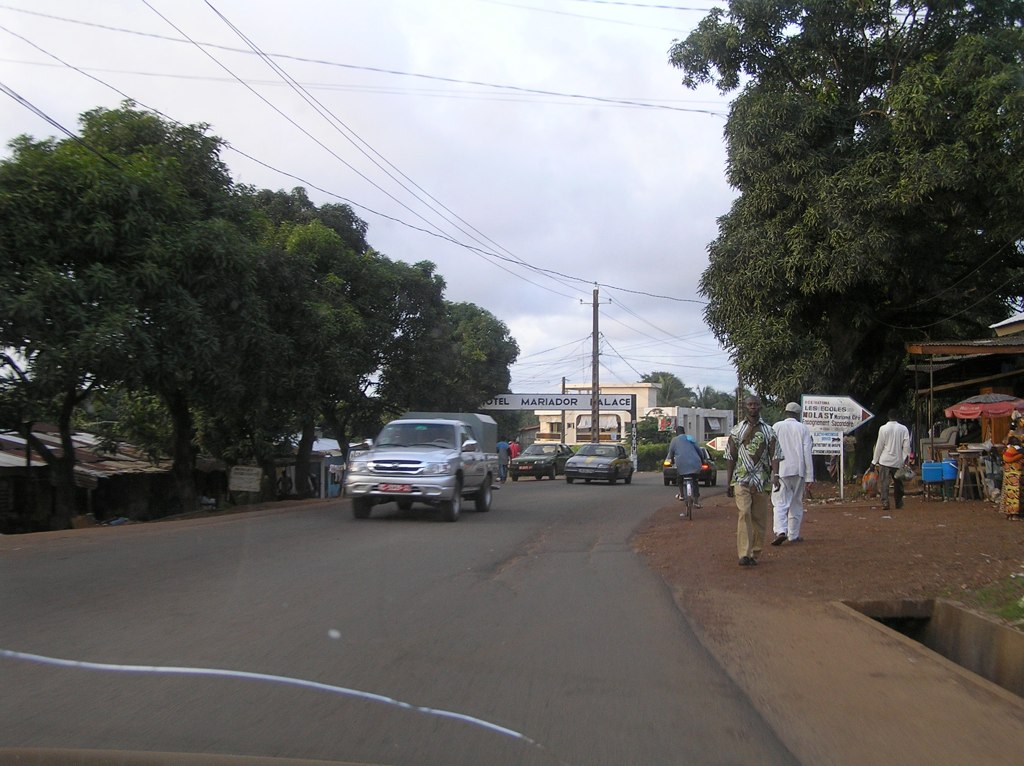

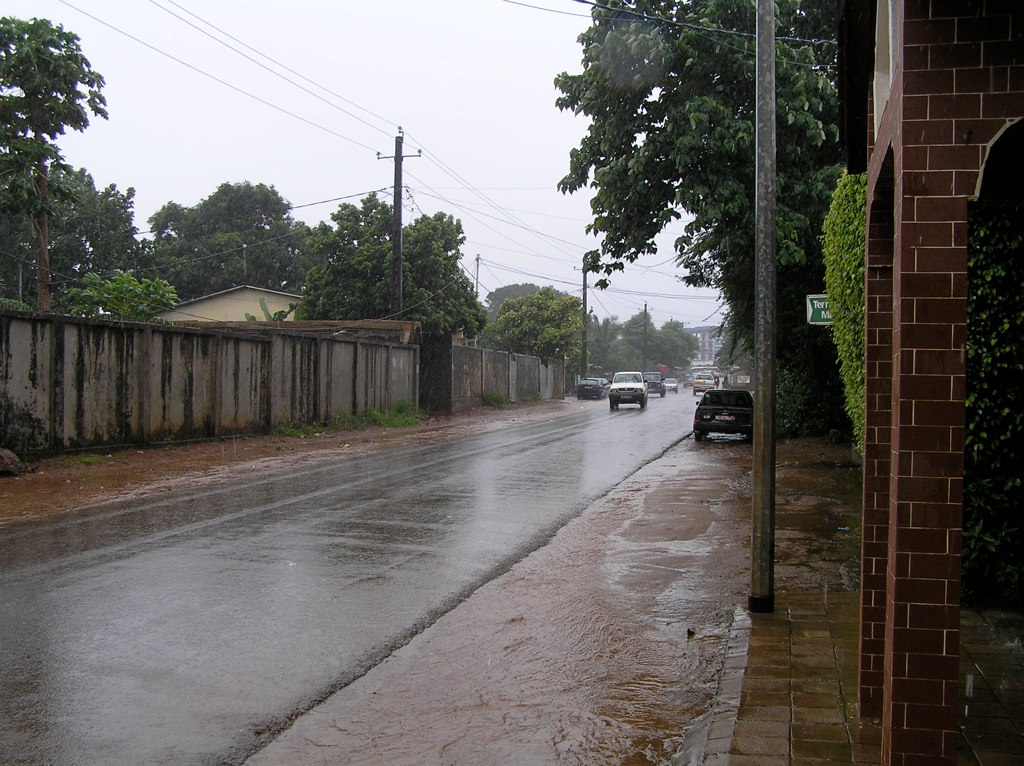

### Gares
- Gare routière de Kagbélén
- Gare centrale de Conakry
- Gare routière La Paix
- Gare voiture de Bambeto

### Routes et rues
- Avenue de la gare
- Avenue de la république
- Boulevard maritime
- Boulevard de l'Hôpital
- Route nationale 1
- Route nationale 3
- Route Le Prince
- Autoroute Fidel Castro

### Autres
- Aéroport international Ahmed-Sékou-Touré
- Port de Conakry

## Lieux

### Places et Parcs
- Place des martyrs de la Guinée
- Jardin botanique de Conakry
- Forêt de Demoudoulah
- Terrain Coco Boungni
- Jardin du 2 octobre
- Jardin botanique de Camayenne

### îles
- Île de Tombo
- Archipel de Loos
- Île de Roume
- Île de Tamara
- Île de Kassa

### Autres lieux

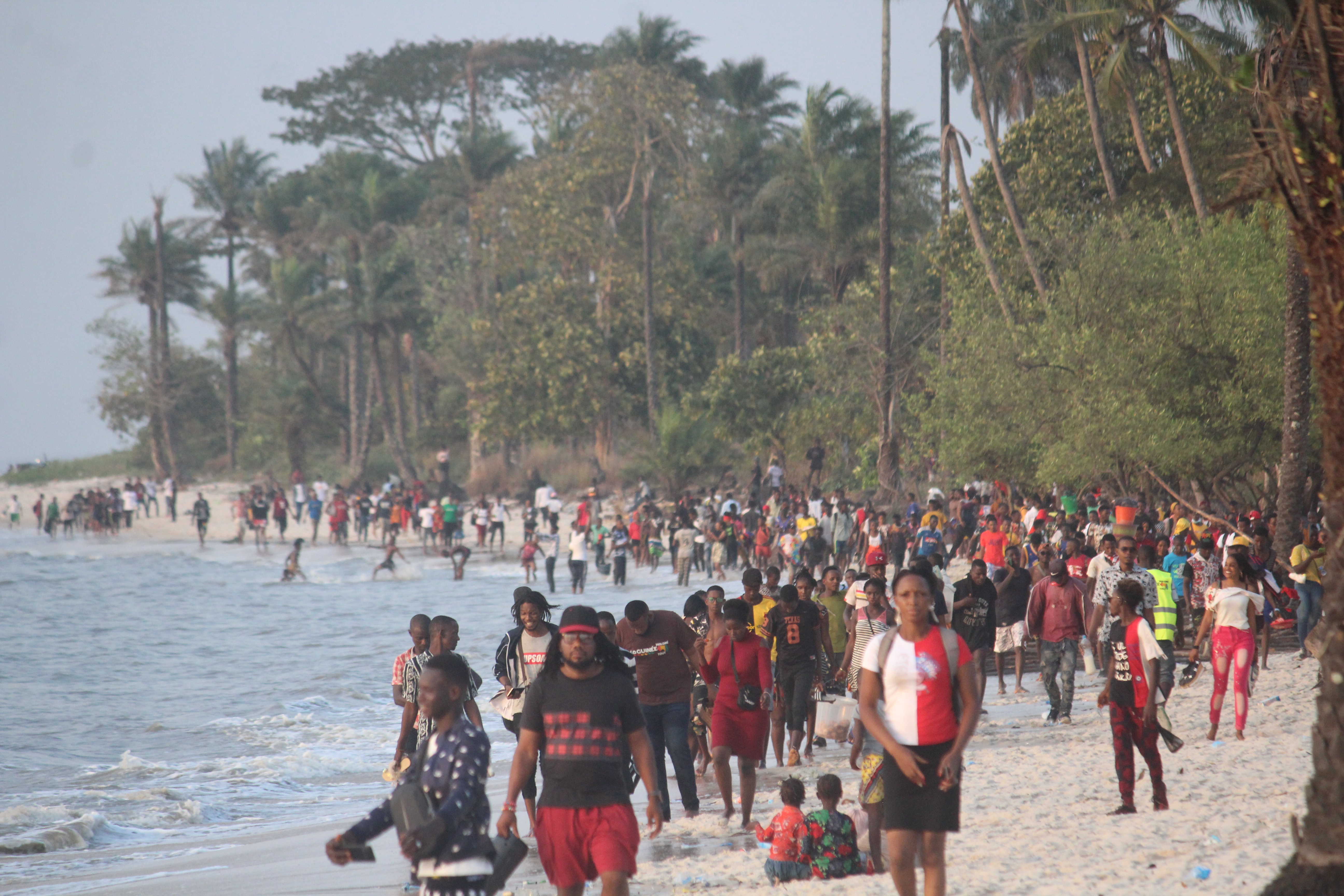

- Plage de Bénarès
- Plage de Tayaki
- Mont Kakoulima

## Culture

### Éducation
- Lycée français Albert-Camus

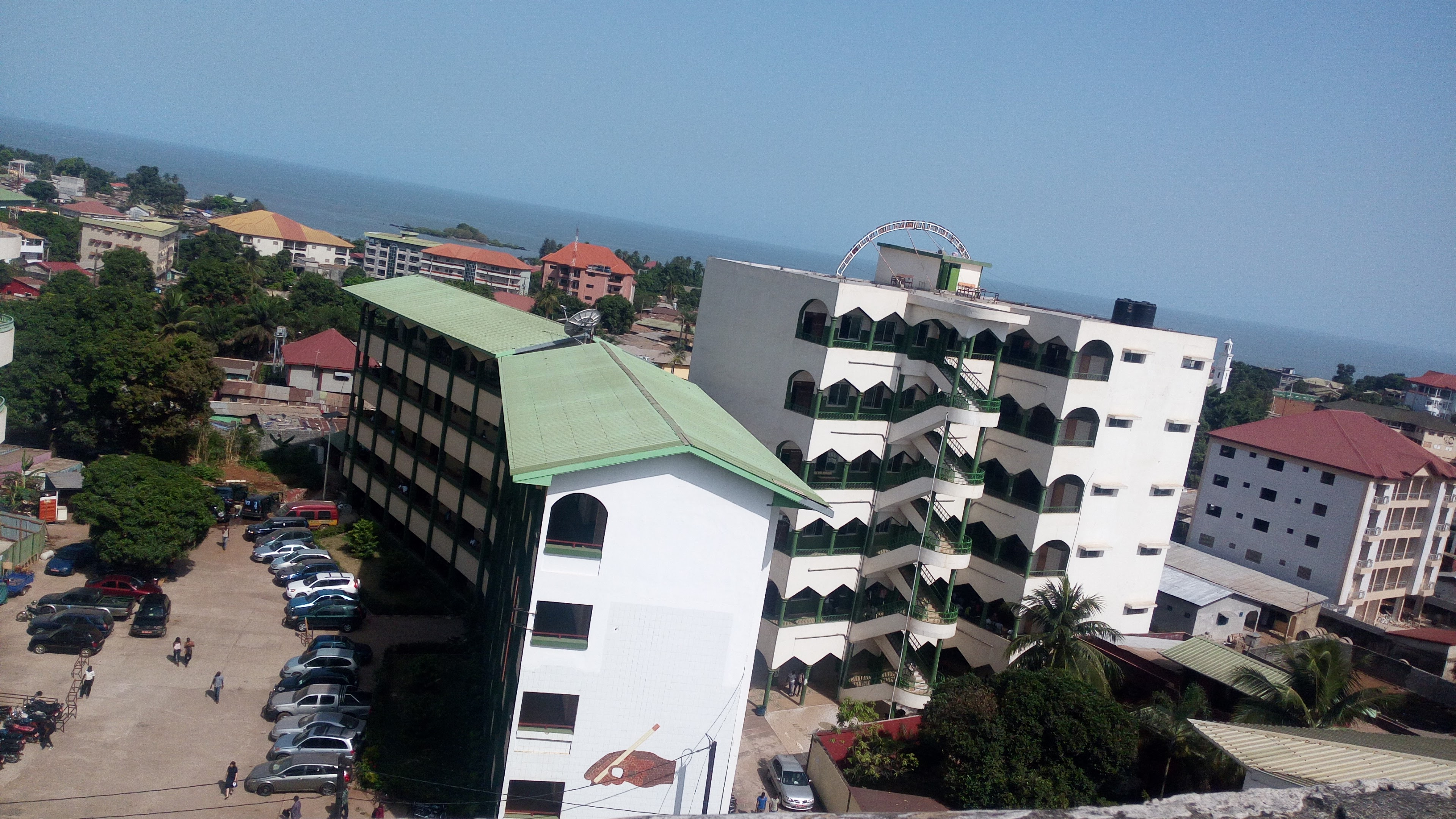
Université Kofi-Annan

- Université Gamal Abdel Nasser de Conakry
- Université Internationale Cheick Modibo Diarra
- Université Kofi-Annan de Guinée
- Université Nongo Conakry
- Université Thierno Amadou Diallo
- Prytanée militaire de Guinée
- Centre de recherche et de formation en infectiologie de Guinée

### Musées
- Musée national de Sandervalia
- Archives nationales de Guinée
- Villa des Arts
- Studio Kirah

### Autres
- Bibliothèque nationale de Guinée
- Centre culturel franco-guinéen
- Bibliothèque Kofi Annan de Guinee
- Bibliothèque Djibril Tamsir Niane
- Bibliothèque Petit Lac

## Carte de lieux et monuments
| Carte de lieux et monuments de Conakry                                              |
| Carte interactive de lieux et monuments de Conakry (cliquer pour voir les détails). |